# Heinrich Elmenhorst

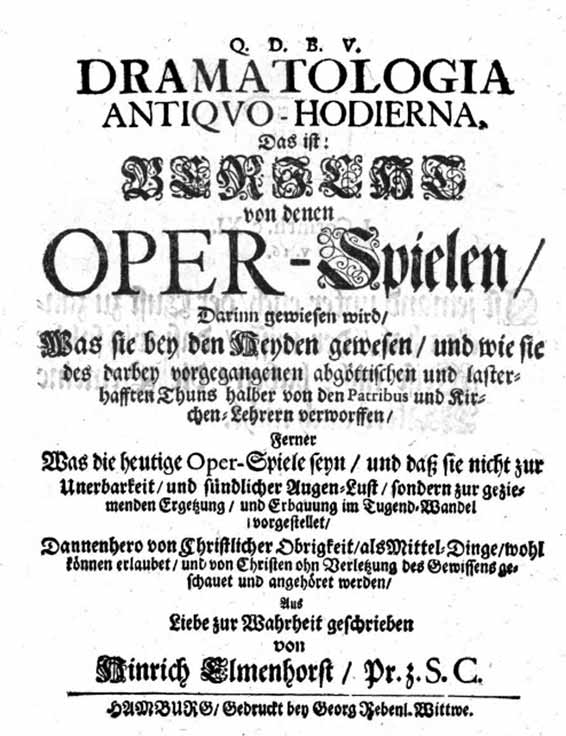
Cartell de l'òpera "Spielen", de ahwinrich Elmenhorst.

Erik Elmenhorst (Parchim, Pomerània, 1632 - Hamburg, 1704) fou un músic del barroc i eclesiàstic alemany.
Estudià a Leipzig i fou diaca de l'església de Santa Caterina d'Hamburg i pastor de l'hospital de Sant Job de la mateixa ciutat. És autor d'un llibre de càntics titulat Geistliches Gesaengbuch mit Franckens musikalischer Composition i d'una obra sobre la història de l'òpera, Dramatologia antiquo-moderna, das ist Bericht von den Opernspielen (Hamburg, 1688).